# Бански двор
Бански двор је културни центар у Бањој Луци. Изграђен је у периоду 1931−32. године, као сједиште бана Врбаске бановине Краљевине Југославије. До реконструкције Палате Републике Српске, 2008. године, служио је и као сједиште Предсједника Републике Српске.

## Градња
Када је формирана Врбаска бановина 1929. године и када је за првог бана постављен Светислав Тиса Милосављевић, осјећала се потреба за изградњом једног репрезентативног сједишта. Почетком 1931. године расписан је конкурс у београдској Политици и сарајевском Народном јединству, за израду идејних скица за Банску палату и Бански двор, а прву награду су добили архитекти из Београда Јованка Бончић Катеринић, Анђелија Павловић и Јован Ж. Ранковић. Потом је оглашена и офертна лицитација у Бањој Луци за зидарске и покривачке радове Банских двора у Бањој Луци и посао је уступљен предузимачу инг. Кости Шијачком из Београда. Пред младим архитектом Бранком Јовановићем био је озбиљан задатак да надгледа изградњу и уређење захтјевних екстеријера и ентеријера Двора и усагласи рад више позваних извођача радова, мајсторских радионица, умјетничких столара, вајара, ликорезаца, мајстора различитих струка и да инсистира на врхунској занатској спретности, отмјености облика и композиције. За умјетничко украшавање фасаде и унутрашњости двора био је задужен академик Ђорђе Јовановић. Радови на Банском двору почели су у марту 1931, док је свечано отварање здања било 8. новембра 1932. године.
Бански двор је имао сале за сједнице, салоне за пријеме, вијећницу, стан бана са апартманом за високе госте, просторије централног гријања, кухиње, санитарије, гардеробе и друге просторије.

## Архитектура
Ниже зоне огледају се ренесансним утицајем и академским класицизмом, док су елементи средњовјековне архитектуре присутни у вишим зонама. Значај се придаје и фолклорним елементима Балканског полуострва.
Архитектонска ријешења објекта са блоковским системом, са свјетларницима, гдје је један од доминантних дијелова централно постављено степениште, истовремено задовољавају практичне потребе и естетски изглед.

## Историја
У сврху резиденције бана Врбаске бановине, коришћен је до 1941. године. Током Другог свјетског рата унутрашњост објекта је девастирана, па је већи дио скупоцјеног намјештаја, слика и других предмета неповратно изгубљен.
По завршетку рата, двор је коришћен као војно и политичко сједиште.
Од 1955. године, одлуком коју су донијеле тадашње градске власти, зграда се даје на управљање Дому културе, а од 1998. године званично постаје јавна културна установа под називом Културни центар Бански двор.
Оснивањем Републике Српске 9. јануара 1992, Бански двор је постао сједиште предсједника.

## Бански двор данас
Основна дјелатност је мултимедијалног карактера и обухвата: концерте, изложбе, монодрамске представе, видео пројекције, трибине, предавања, књижевне манифестације, као и активности клубова и атељеа. Ентеријери Банског двора су веома репрезентативни, а неки од њих, као што су Концертна дворана, Вијећница и Свечани салон, сачували су аутентичан изглед. Посебну пажњу треба скренути на велику Концертну дворану која својим изгледом, а посебно својом акустичношћу, плијени пажњу како публике тако и умјетника. Током године се у овим просторима одржи преко тридесет концерата класичне музике, реномираних умјетника и ансамбала из земље и свијета, већи број изложби домаћих и гостујућих умјетника, књижевних промоција, поетских и монодрамских вечери. Манифестације се приређују најмање два до три пута седмично али Културни центар заправо, свакодневно нуди различите културне садржаје.
Током новембра 2017, Бански двор је приредио културни програм поводом 85 година свог постојања. Средином марта 2019. године, представљена је апликација за мобилне уређаје које покреће оперативни систем Андроид. Средином исте године, завршена је реконструкција спољашњег дела Банског двора, која је представљала највећи подухват санације тог дела здања у последњих неколико деценија. Радови су трајали око осам месеци, док је њихова вредност процењена на више од конвертибилних марака. Истовремено, најављен је наставак радова унутар самог објекта, као и улагање у нову климатизацију просторија.

## Република Српска — Глас који се чује
Поводом 20. година од оснивања Републике Српске, на фасади Банског двора је приказана тродимензионална мултимедијална пројекција под називом „Република Српска — Глас који се чује“. Пројекција је приказана у вечерњим сатима 9. јануара 2012. на Дан Републике Српске. Сама пројекција је поклон председника Републике Српске Милорада Додика. Догађај је јавно емитовала Радио-телевизија Републике Српске.

## Галерија
- Главни улаз у Бански двор
- Бански двор, унутрашњост
- Бански двор, унутрашњост
- Бански двор, унутрашњост
- Бански двор, унутрашњост
- Бански двор, спољашњи изглед прије реконструкције
- Бански двор, спољашњи изглед
- Бански двор, спољашњи изглед
- Бански двор, спољашњи изглед
- Бански двор, улаз из Улице Краља Петра I Карађорђевића
- Архитектура ренесансе; класицизам обојен фолклорним мотивима
- Поглед из оближњег парка
- Улаз из Улице Бана Милосављевића
- Бански двор, спољашњи изглед
- Пјешачка зона испред Банског двора